# 大井行真
大井 行真（おおい ゆきまさ）は、戦国時代の武将、信濃国佐久郡、岩尾大井氏、三代岩尾城主。大井行満の嫡子。

## 生涯
文明16年（1484年）、岩尾城に生まれる。明応7年（1498年）、15歳で元服。天文3年（1534年）、紀州高野山に参詣して落髪し高山と号し、牌を高野山蓮華定院に建てた。天文6年（1537年）、岩尾村寺中に弟の僧松岩長伊を開山として高井山桃源院を建立し、延命地蔵尊を奉安した。この年、祖父行俊の三十三回忌、父行満の十三回忌を行った。天文8年（1539年）、岩尾城に卒す。56歳。